# حزب الحركة الوطنية الجزائرية
الحركة الوطنية الجزائرية هي حزب وحركة وطنية جزائرية أسسها مصالي الحاج سنة 1954 لتحل محل حركة انتصار الحريات الديمقراطية بعد الأزمة التي حدثت داخلها سنة 1954 وأدت لانقسامها لحزبين الحركة الوطنية الجزائرية وحزب جبهة التحرير الوطني.

## نشأة الحركة
نتيجة الخلافات القوية بين أعضاء حركة انتصار الحريات الخاصة، خاصة ما تعلق بالتوقف عن المفاوضات مع الاستعمار واللجوء إلى الثورة المسلحة التي رفضها مصالي الحاج مفضلا الحل السياسي والمفاوضات. انقسمت حركة انتصار الحريات إلى حزبين وشقين جماعة كريم بلقاسم والعربي بن مهيدي من جهة وجماعة مصالي الحاج وبلونيس من جهة أخرى وذلك أدى إلى تأسيس حزب الحركة الوطنية الجزائرية.
**شعارهم كان ما أخذ بالقوة لا يسترجع الا بالقوة**

## برنامج الحركة الوطنية
برنامجها كان المطالبة باستقلال الجزائر عن فرنسا بالطرق السلمية بعيدا عن العمل المسلح عكس جبهة التحرير الوطني والدعوة لبناء جزائر مستقلة لكل أبنائها.

## مطالب الحركة

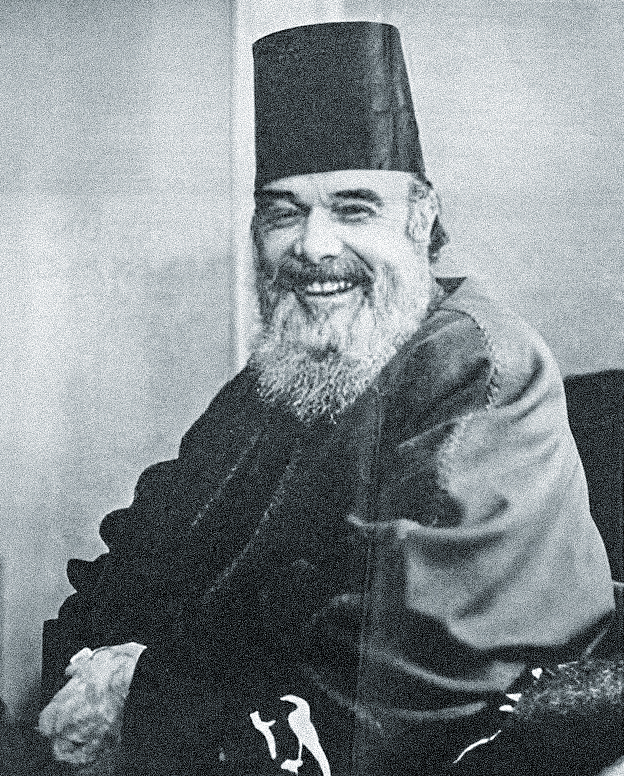
مصالي الحاج

1. خروج القوات الفرنسية من الأراضي الجزائرية.
2. إعادة الأراضي المصادرة لمالكيها الأصليين.
3. إنشاء جمعية تأسيسية تنتخب عن طريق الاقتراع العام.
4. تعريب التعليم في مختلف مراحله
5. طلب الاستقلال التام

### مواضيع ذات صلة
- المقاومة الشعبية الجزائرية ضد فرنسا
- ثورة تحرير الجزائر
- جبهة التحرير الوطني الجزائري
- جيش التحرير الوطني الجزائري
- وزارة المجاهدين الجزائرية
- المنظمة الوطنية للمجاهدين الجزائرية
- المنظمة الوطنية لأبناء الشهداء
- المنظمة الوطنية لأبناء المجاهدين
- يوم المجاهد
- المتحف الوطني للمجاهد
- يوم الشهيد
- مقام الشهيد
- التنسيقية الوطنية لأبناء الشهداء
- حروب المقاهي
- مجموعة وجدة
- الاتحاد العام الجزائري للشباب

### وصلات خارجية
- الموقع الرسمي لوزارة المجاهدين الجزائرية
- موقع الويب لشركة لافالين الكندية للهندسة المدنية صاحبة المشروع.